# 2. magyar hadsereg
La 2. magyar hadsereg fu un'armata del Regio esercito ungherese (Magyar királyi honvédség), costituita nel marzo 1940 e attiva durante la seconda guerra mondiale.
Nell'aprile 1942 l'armata fu inviata sul fronte orientale per prendere parte all'operazione Blu; raggiunte le rive del fiume Don a sud di Voronež, l'armata vi si attestò dopo aver affrontato alcuni duri scontri con le truppe dell'Armata Rossa. Dopo un periodo di relativa tranquillità, il 12 gennaio 1943 l'armata dovette affrontare una grande controffensiva sovietica: inferiore per truppe ed equipaggiamenti, la 2ª Armata ungherese finì quasi completamente annientata nel corso della cosiddetta offensiva Ostrogožsk-Rossoš'. Ritirata dal fronte per svolgere attività anti-partigiana nell'Ucraina occidentale, la 2ª Armata fu quindi disattivata nell'aprile 1944.
Con l'Armata Rossa ormai ai confini della stessa Ungheria, la 2ª Armata fu riattivata nell'agosto 1944 per difendere la regione della Transilvania ungherese; l'armata sostenne pesanti scontri con i sovietici e i loro alleati romeni, ma fu infine costretta ad abbandonare la regione. Nell'ambito di una generale riorganizzazione dei reparti ungheresi, la 2ª Armata fu quindi nuovamente sciolta nel novembre 1944.

## Storia

### La creazione
Nazione sconfitta nella prima guerra mondiale, l'Ungheria si vide imporre dalle potenze vincitrici severe limitazioni alla consistenza delle sue forze armate: con un organico che non poteva superare il limite dei 35.000 uomini, il Regio esercito ungherese fu organizzato su sette brigate di fanteria e due brigate di cavalleria, senza strutture permanenti di più alto livello. Solo alla fine degli anni 1930, quando l'Ungheria, avvicinatasi politicamente alle Potenze dell'Asse, diede avvio a vasti piani di riarmo ed espansione degli organici militari, si iniziarono a costituire formazioni di superiore livello gerarchico: nell'ottobre 1938 le originarie sette brigate di fanteria divennero altrettanti comandi di corpo d'armata, divenuti nove dopo l'acquisizione della Transcarpazia e della Transilvania; nel marzo 1940, quindi, i corpi d'armata furono subordinati a tre nuovi comandi d'armata, ciascuno su tre corpi.
La 2ª Armata ungherese (2. magyar hadsereg) fu quindi formalmente istituita il 1º marzo 1940 agli ordini del tenente generale Gusztáv Jány. L'armata riuniva sotto di se tre comandi di corpo d'armata, il III Corpo d'armata (comando a Szombathely), il IV Corpo d'armata (Pécs) e il VII Corpo d'armata (Miskolc); ciascun corpo d'armata era composto da due (poi tre) brigate di fanteria, dal febbraio 1942 ridesignate come "divisioni leggere".
Nonostante la dichiarazione di guerra dell'Ungheria all'Unione Sovietica il 27 giugno 1941, la 2ª Armata rimase di stanza in patria e solo un corpo d'armata (il Gyorshadtest, composto dalle unità motorizzate dell'esercito) prese parte all'operazione Barbarossa sul fronte dell'Ucraina, venendo ritirato nel novembre 1941 a causa delle forti perdite di uomini e mezzi riportate. Il governo tedesco fece forti pressioni sull'Ungheria perché rafforzasse la sua partecipazione agli scontri del fronte orientale, e anche per non sfigurare politicamente davanti agli altri paesi dell'Asse il regime dell'ammiraglio Miklós Horthy decise l'invio in Unione Sovietica di un'intera armata. La scelta cadde quindi sulla 2ª Armata del generale Jány, che per l'occasione fu rimpinguata negli organici e nelle dotazioni con trasferimenti di uomini e mezzi da altre unità, venendo quindi a inglobare quanto di meglio era a disposizione dell'Esercito ungherese al tempo; all'armata fu anche aggregata la nuova 1ª Divisione corazzata ungherese, costituita nel marzo 1942, e una brigata aerea di spedizione organizzata per l'occasione dall'Aeronautica ungherese.

### Le operazioni sul Don

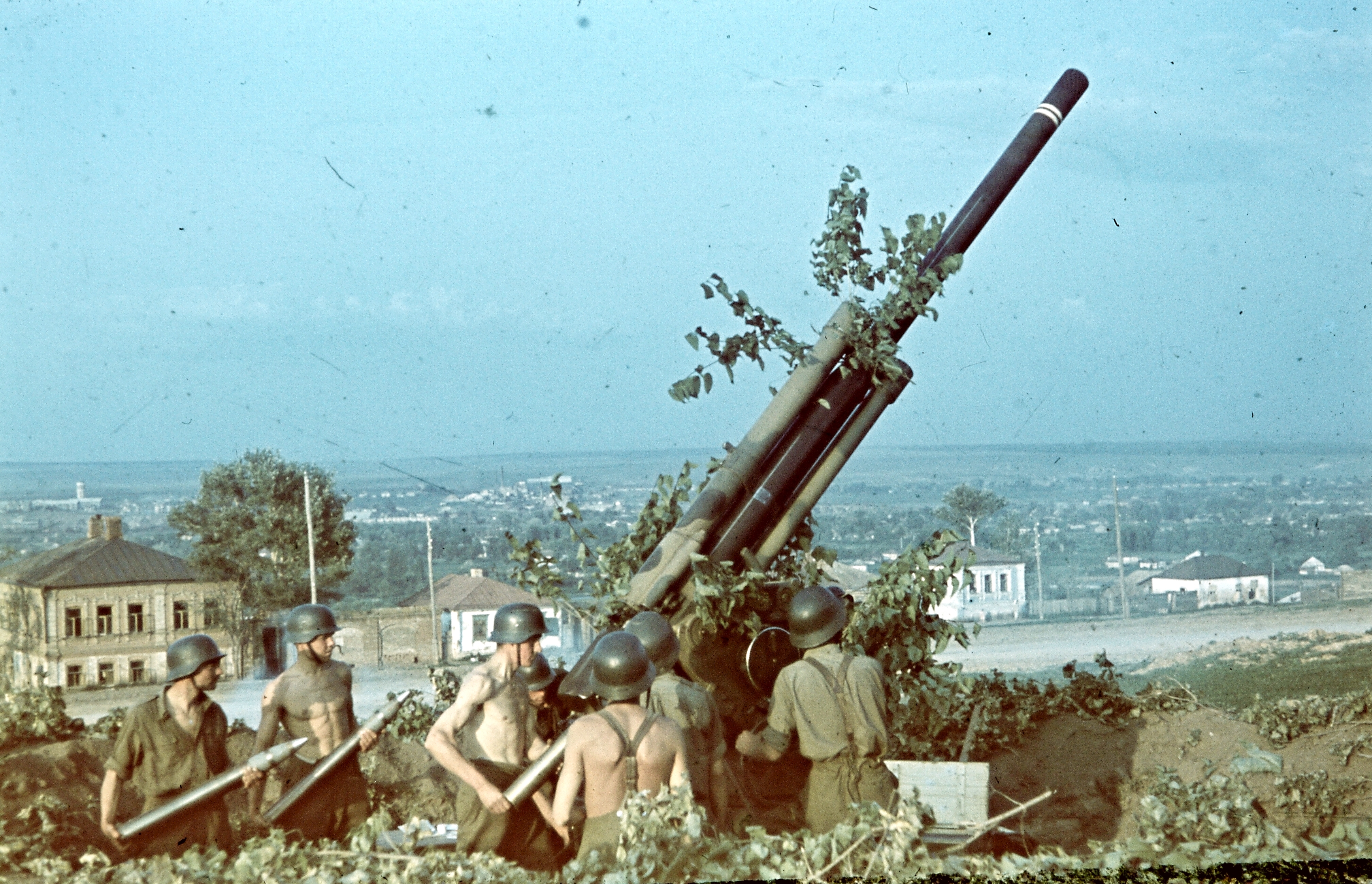
Artiglieria contraerea ungherese in Russia nell'estate del 1942

Le prime unità della 2ª Armata lasciarono l'Ungheria l'11 aprile 1942, dirigendo in treno verso la regione di Kursk e Orël nella Russia meridionale; l'armata prese quindi posizione a 60 chilometri a sud di Kursk, tra la 2ª Armata tedesca a nord e la 6ª Armata tedesca a sud, in preparazione per la grande offensiva dell'Asse prevista quell'estate. Le ultime truppe della 2ª Armata ungherese non arrivarono sulla linea del fronte prima del 27 giugno 1942, portando l'organico dell'armata a 215.000 uomini (compresi 32.000 membri dei battaglioni di lavoratori forzati, in maggioranza composti da ebrei).
L'offensiva dell'Asse nella Russia meridionale (operazione Blu) prese avvio il 28 giugno 1942; sotto la direzione generale del Gruppo d'armate Sud tedesco, la 2ª Armata ungherese fu inserita all'interno di una formazione ad hoc, l'Armeegruppe Weichs (dal nome del suo comandante, feldmaresciallo Maximilian von Weichs), composto anche dalla 2ª Armata tedesca e dalla 4ª Armata corazzata. Le uniche truppe ungheresi pronte a muovere erano i reparti del III Corpo d'armata (con la 7ª e 9ª Divisione leggera) e alcuni elementi della 1ª Divisione corazzata, che furono uniti alle due divisioni del VII Corpo d'armata tedesco per iniziare una lenta avanzata attraverso le difese sovietiche in direzione di Staryj Oskol, raggiunta il 4 luglio; il III Corpo ungherese raggiunse quindi le rive del fiume Don il 7 luglio, dove nei giorni successivi fu progressivamente raggiunto dalle altre unità della 2ª Armata dopo un'avanzata di 160 chilometri. Le unità ungheresi si attestarono quindi a difesa del fiume, anche se non riuscirono a impedire che i sovietici mantenessero in controllo di tre teste di ponte tra Voronež a nord e Svoboda a sud, presso i villaggi di Urvy, Karotyak e Stutye.

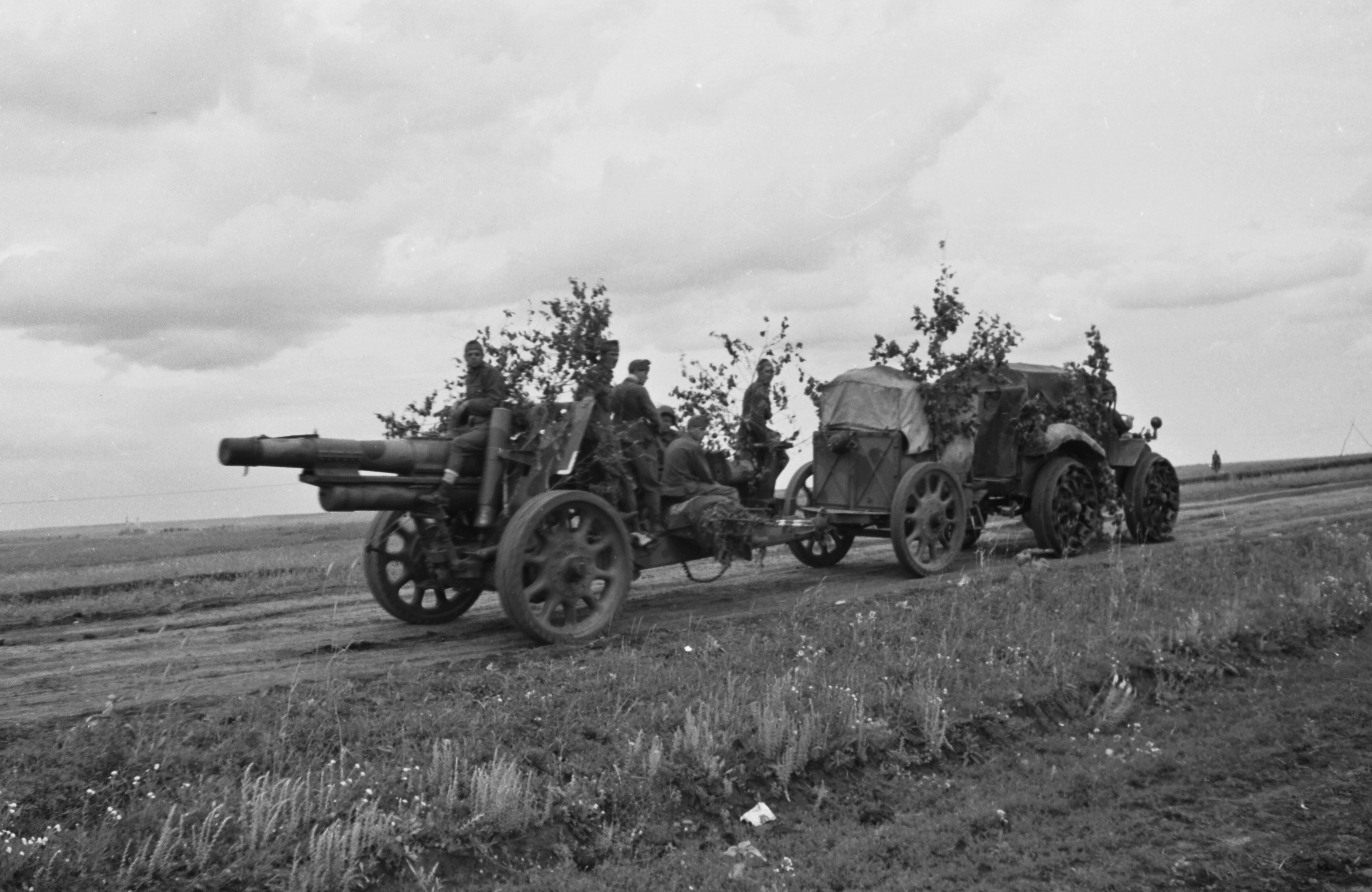
Artiglieri ungheresi movimentano un cannone da 150 mm sul fronte orientale nel 1942

In appoggio alle truppe tedesche impegnate in una dura battaglia per occupare Voronež, la 2ª Armata ungherese fu incaricata di eliminare le teste di ponte sovietiche oltre il Don. Il 18 luglio gli ungheresi del III Corpo, supportati da elementi della 1ª Divisione corazzata, sferrarono un attacco alla testa di ponte di Urvy, ma pur riuscendo a conquistare il villaggio dovettero interrompere l'azione a causa della scarsità di munizioni e un contrattacco sovietico il 6 agosto riportò la linea del fronte alla situazione di partenza; il 10 agosto il III Corpo attaccò nuovamente Urvy ma dovette sospendere dopo poco l'azione per via delle forti perdite riportate. Nel frattempo, il 7 agosto il IV Corpo aveva attaccato la testa di ponte di Karotyak con il sostegno dei carri della 1ª Divisione corazzata, riuscendo infine a eliminare la testa di ponte per il 3 settembre dopo aver ricevuto in rinforzo alcuni reparti tedeschi. Un terzo attacco contro Urvy il 9 settembre, portato da quattro divisioni ungheresi, una divisione tedesca e i carri della 1ª Divisione corazzata, fu ancora una volta bloccato dalla resistenza sovietica.
Entro la metà del settembre 1942 la 2ª Armata ungherese assunse quindi una posizione difensiva lungo le rive del fiume Don, tra la 2ª Armata tedesca a nord e l'8ª Armata italiana a sud, preparandosi per l'inverno imminente. Tutte le divisioni di fanteria dell'armata erano schierate a presidio della linea del fronte con, da nord a sud, il III, IV e VII corpo d'armata; solo la 1ª Divisione corazzata si trovava nelle retrovie, schierata in riserva come parte di una formazione ad hoc, il Korps Cramer (dal nome del suo comandante, generale Hans Cramer), comprendente due divisioni di fanteria (la 26ª e la 168ª), una formazione corazzata (il 700. Heeres-Panzer-Verband) e alcune unità controcarro tedesche.

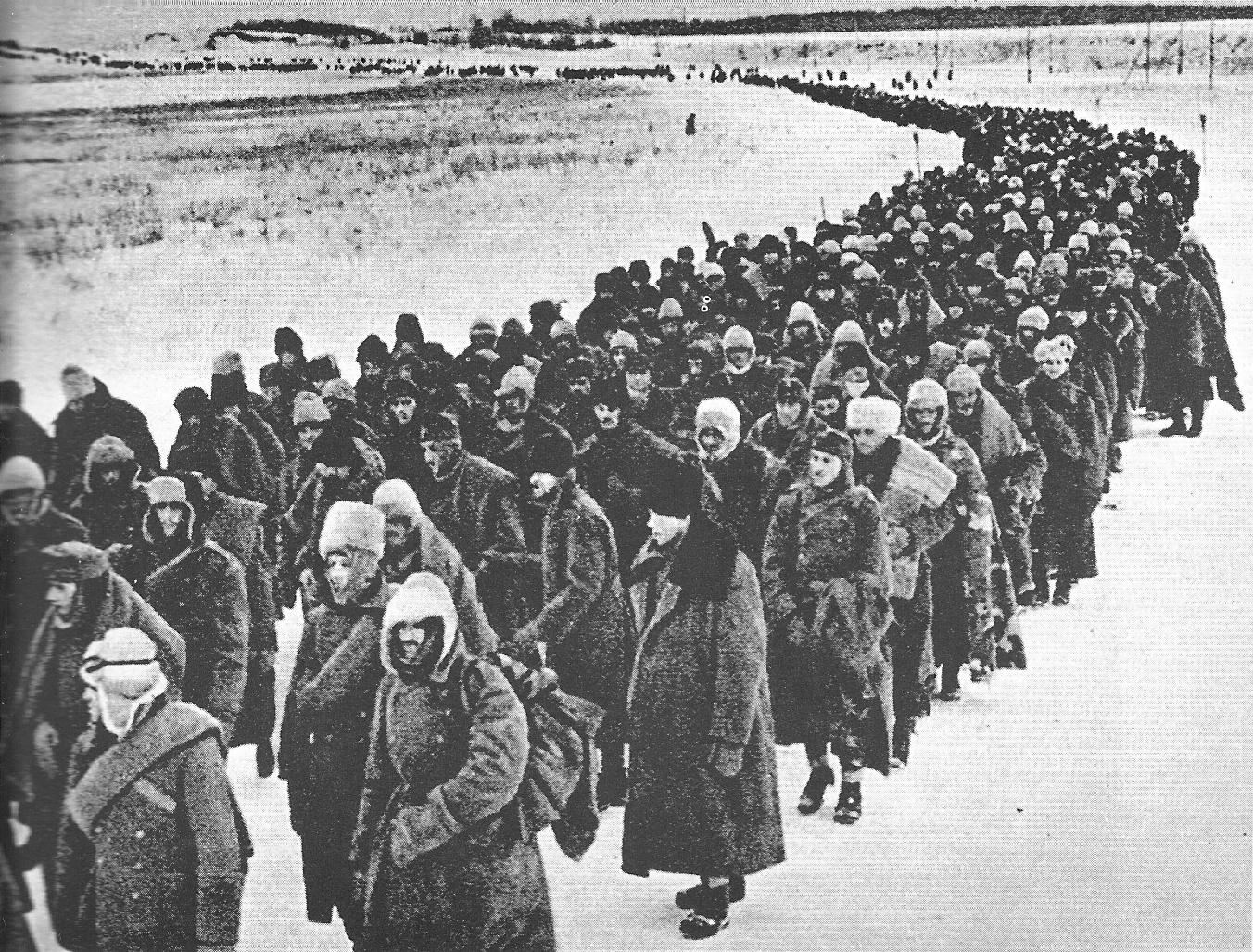
Una colonna di prigionieri dell'Asse catturati dai sovietici durante le offensive dell'inverno 1942-1943

Mentre più a sud infuriava la battaglia di Stalingrado, le posizioni della 2ª Armata ungherese erano rimaste tranquille, ma entro la fine dell'anno i sovietici si apprestarono a sferrare un duro colpo. La cosiddetta offensiva Ostrogožsk-Rossoš' si aprì il 12 gennaio 1943 con un massiccio bombardamento d'artiglieria, seguito da attacchi di fanteria e carri; entro le 13:00 una breccia era stata aperta nel fronte del IV Corpo ungherese, schierato proprio al centro dell'Armata. Contrattacchi delle riserve tedesco-ungheresi non portarono a niente, e i sovietici allargarono la breccia dilagando poi nelle retrovie in direzione di Ostrogožsk e Alekseevka; il 17 gennaio il generale Jány ordinò una ritirata generale dalla linea del Don a seguito di una manovra analoga intrapresa dalla 2ª Armata tedesca a nord e dal Corpo d'armata alpino italiano a sud, anche se diversi reparti ungheresi erano ormai stati accerchiati. Un disperato contrattacco ad Alekseevka di quanto restava della 1ª Divisione corazzata e l'ostinata resistenza delle forze ungheresi asserragliate a Ostrogožsk salvarono la 2ª Armata da un completo accerchiamento, ma le forze dell'Asse dovettero indietreggiare fino alle rive del fiume Oskol dove riuscirono infine ad attestarsi entro il 29 gennaio.
La 2ª Armata ungherese uscì fondamentalmente distrutta dalla battaglia: il IV e il VII Corpo d'armata avevano cessato di esistere come formazioni organizzate, mentre solo pochi resti del III Corpo d'armata e della 1ª Divisione corazzata erano ancora di una qualche utilità bellica. Sui 211.000 uomini in organico all'11 gennaio 1943, la 2ª Armata ne perse 105.000 nel corso dell'offensiva sovietica (8.700 morti, 16.500 feriti, 2.500 prigionieri e 77.200 dispersi); le perdite totali delle forze ungheresi sul fronte orientale, dall'aprile 1942 al marzo 1943, ammontarono a quasi 177.000 uomini. Nella disfatta di gennaio andò perduto praticamente l'intero equipaggiamento militare moderno a disposizione dell'Esercito ungherese: tra gli altri, andarono perduti 380 cannoni e obici campali, 460 pezzi controcarro, 190 blindati e 5.600 veicoli a motore.

### Le operazioni in Ungheria

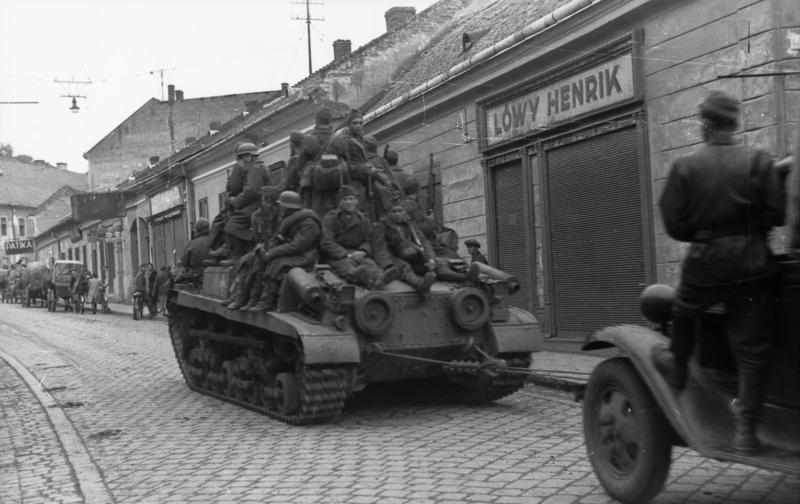
Fanti ungheresi a bordo di un carro armato 40M Turán I nel 1944

Le unità ancora operative furono ritirate dalla linea del fronte all'inizio del febbraio 1943 e in seguito rimpatriate, ma il comando della 2ª Armata fu ricollocato a Kiev per assumere la direzione delle forze ungheresi ancora schierate in Unione Sovietica, comprendenti sette (poi divenute tredici) divisioni di fanteria di seconda schiera impiegate come truppe d'occupazione nelle retrovie, per un totale di circa 121.000 soldati anziani dotati di equipaggiamenti obsoleti. Il 1º maggio 1943 la 2ª Armata fu ridesignata come "Comando delle truppe d'occupazione ungheresi", ma riassunse la sua vecchia denominazione il 15 agosto seguente; il generale Jány rimase al comando dell'armata fino al 5 agosto 1943, quando fu sostituito dal generale Géza Lakatos. Le unità della 2ª Armata svolsero compiti di occupazione e contrasto ai partigiani nell'Ucraina occidentale, ritirandosi progressivamente verso ovest a mano a mano che l'Armata Rossa proseguiva le sue avanzate; nell'aprile 1944 il comando della 2ª Armata fu infine formalmente soppresso e il suo personale riportato in Ungheria.
Dopo la vittoria sovietica nel corso dell'offensiva Iași-Chișinău e la defezione del Regno di Romania dal campo dell'Asse, la 2ª Armata fu riattivata alla fine dell'agosto 1944 agli ordini del generale Lajos Veress per difendere dagli attacchi sovietico-romeni la regione della Transilvania; oltre che da unità tratte dal IX Corpo d'armata, il comando regionale della Transilvania ungherese, la 2ª Armata ricevette in organico alcune divisioni trasferite dalla 1ª Armata ungherese impegnata sul fronte dei Carpazi e una serie di formazioni di riserva appena mobilitate. All'inizio di settembre 1944 la 2ª Armata poteva schierare la 2ª Divisione corazzata ungherese, la 25ª Divisione di fanteria, la 7ª e la 9ª Divisione della riserva e la 1ª e 2ª Brigata da montagna, oltre a una formazione di truppe tedesche comprendente la 8. SS-Kavallerie-Division "Florian Geyer" e unità minori; la 2ª Armata fu schierata a presidio della Transilvania meridionale tra la 3ª Armata ungherese a ovest e i resti della 8ª e 6ª Armata tedesche (finite semidistrutte negli scontri in Romania) a est, sotto l'egida del Gruppo d'armate Sud del generale Johannes Frießner.

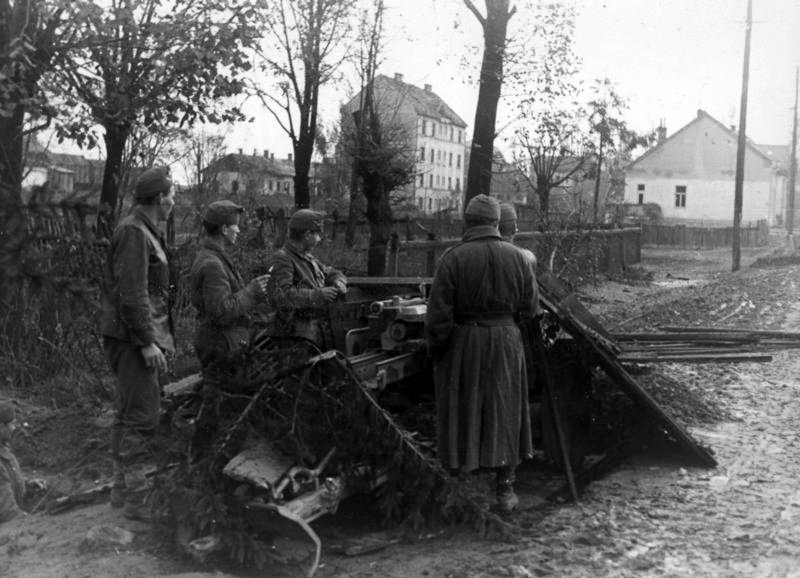
Un pezzo controcarro ungherese in azione in patria nel novembre 1944

Il 5 settembre la 2ª Armata sferrò un attacco contro le posizioni romene nei Carpazi, puntando a occupare lo strategico Passo Vâlcan a partire dall'area compresa tra Kolozsvár e Máros-Vasarhely: nonostante la dura resistenza romena, gli ungheresi irruppero attraverso le difese nemiche e forzarono il corso del fiume Mureș; in seguito tuttavia l'attacco entrò in stallo mentre truppe sovietiche muovevano in aiuto dei romeni, e la 2ª Armata si attestò su posizioni difensive per il 9 settembre. Pesanti scontri presero vita presso la città di Torda a partire dal 14 settembre tra i tedesco-ungheresi della 2ª Armata e i sovietico-romeni, proseguiti fino all'8 ottobre con frequenti attacchi e contrattacchi senza esito; alla fine, dopo lo sfondamento sovietico ad Arad nel settore della 3ª Armata ungherese più a ovest, la 2ª Armata dovette ritirarsi più a nord verso la zona compresa tra Nagyvarád e Seghedino abbandonando al nemico la Transilvania.
L'11 ottobre il generale Veress ricevette l'ordine segreto dal governo ungherese di avviare contatti con i sovietici per preparare un cambio di schieramento e aprire le ostilità contro i tedeschi; il 15 ottobre il reggente d'Ungheria Miklós Horthy annunciò ufficialmente la stipula di un armistizio tra l'Ungheria e gli Alleati, ma i tedeschi erano pronti ad affrontare questo voltafaccia e, nel corso della cosiddetta operazione Panzerfaust, si assicurarono rapidamente il controllo delle posizioni chiave. Il 16 ottobre il generale Veress fu arrestato e rimpiazzato alla guida della 2ª Armata dal generale Jenő Major, mentre le unità ungheresi venivano rapidamente assoggettate e poste sotto lo stretto controllo dei tedeschi. A partire dal 17 ottobre elementi della 2ª Armata furono impegnati nella battaglia di Debrecen, una serie di contrattacchi tedesco-ungheresi che tuttavia riuscirono solo a rallentare la progressione delle forze sovietiche; in seguito, nell'ambito di una generale riorganizzazione delle forze ungheresi la 2ª Armata, nel frattempo ripiegata in direzione di Pécs, si vide privare delle unità rimaste efficienti che furono trasferite alla 3ª Armata attestata a difesa di Budapest. Il 13 novembre la 2ª Armata venne ufficialmente sciolta.

## Ordine di battaglia
Ottobre 1942
- III Corpo d'armata
  - 9ª Divisione leggera
  - 6ª Divisione leggera
- IV Corpo d'armata
  - 20ª Divisione leggera
  - 7ª Divisione leggera
  - 13ª Divisione leggera
  - 10ª Divisione leggera
- VII Corpo d'armata
  - 12ª Divisione leggera
  - 19ª Divisione leggera
  - 23ª Divisione leggera
- Korps Cramer 
  - 1ª Divisione corazzata ungherese
  - 26. Infanterie-Division (Germania)
  - 168. Infanterie-Division (Germania)
  - 700. Heeres-Panzer-Verband (Germania)

Ottobre 1944
- 2ª Divisione corazzata ungherese
- II Corpo d'armata
  - 25ª Divisione fanteria
  - 9ª Divisione della riserva
  - 15. Infanterie-Division (Germania)
- Gruppo Finta
  - 7ª Divisione della riserva
  - 1ª Brigata da montagna
  - 2ª Brigata da montagna

## Comandanti
Ufficiali comandanti della 2. magyar hadsereg:
- tenente generale Gusztáv Jány (1º marzo 1940 - 5 agosto 1943);
- tenente generale Géza Lakatos (5 agosto 1943 - 1º aprile 1944);
- tenente generale Lajos Veress (23 agosto 1944 - 16 ottobre 1944);
- tenente generale Jenő Major (16 ottobre 1944 - 13 novembre 1944).